# Otto Ernst (Maler)
Otto Ernst (* 25. November 1884 in Veltheim; † 7. Mai 1967 in Aarau) war ein Schweizer Maler.

## Werdegang
Otto Ernst absolvierte eine Grafikerlehre. Danach hielt er sich zu Studien ein halbes Jahr in Florenz auf. In den Jahren 1906 bis 1907 studierte er an verschiedenen Akademien in Paris.  Anschliessend verliess er Paris und kehrte 1910 wieder nach Paris zurück. Hier wurde er Schüler von Eugène Grasset an der Académie de la Grande Chaumière. Hier befreundete er sich mit Théophile Alexandre Steinlen. In Parlis erlebte er die Bewegung der Fauves und die Anfänge des Kubismus. Dann lebte er bis 1918 in Oberentfelden, danach in Aarau. In dieser Zeit arbeitete er als Grafiker und Maler bei der Trüb AG. Er entwarf zahlreiche Plakate, nebst Produktewerbung auch politischen Inhalts. Ab 1945 unternahm er mehrere Reisen durch Europa und Marokko. Sein hauptsächliches Sujet waren Landschaften, Stillleben, besonders Blumenstücke, seltener Bildnisse. Seine Werke schuf er in Öl und Aquarell. Seine Darstellungen waren meist figürlicher Art. Das Kunsthaus in Aarau besitzt viele seiner Werke.